# Slowenische Badminton-Mannschaftsmeisterschaft 2019
Die Slowenische Badminton-Mannschaftsmeisterschaft der Saison 2018/2019 gewann das Team von BK BIT.

## Endstand
- 1.	BK BIT (Nike Brajkovič, Nina Kotar, Tilen Zalar, Blaž Smrkolj, Jan Babnik, Igor Sabljič)
- 2.	Mr. Pet Medvode (Ana Marija Šetina, Maja Kersnik, Jaka Ivančič, Matic Ivančič, Grega Šuštar, Taja Pipan, Matevž Šrekl)
- 3.	BK Branik (Domen Lonzarič, Klemen Lesničar, Vesna Brlič, Eva Gruber, Daniel Klančar)
- 4.	BK TEM Mirna (Nastja Stovanje, Urban Herman, Mitja Šemrov, Žan Laznik, Sebastijan Miklič, Neža Krištof, Kristina Kastelic, Manca Zupančič)
- 5.	Manpower Olimpija (Ian Spiller, Maja Pohar, Špela Alič, Gregor Alič, Maruša Vračar, Uroš Perme, Ana Kovač, Žiga Vračar)
- 6.	BK Ljubljana (Maj Poboljšaj, Zoja Novak, Tomaž Uršič, Anja Jordan)